# Płaskowyż Barkly
Płaskowyż Barkly (ang. Barkly Tableland) – obszar wyżynny trawiastych terenów, będący jednym z pięciu regionów Terytorium Północnego w północnej Australii.

## Lokalizacja
To najdalej na północny wschód wysunięta część Wyżyny Zachodnioaustralijskiej. Przebiega od wschodniej części Terytorium do zachodniego Queensland, zajmując powierzchnię  283 648 km ² (21% Terytorium Północnego). Biegnie równolegle do południowego wybrzeża Zatoki Karpentaria, od okolic Mount Isa w Queensland do rejonów Daly Waters. Jest zbudowany ze skał osadowych i częściowo krystalicznych. Ponad równiną położoną 300–400 m n.p.m. wznoszą się góry wyspowe i izolowane pasma górskie. Większe skupiska ludności są wzdłuż głównych dróg – południkowej Stuarta i równoleżnikowej Barkly. Na ich skrzyżowaniu leży największa miejscowość, Tennant Creek.

## Rys historyczny
Odkrywcą płaskowyżu był William Landsborough, który dał nazwę tym obszarom od ówczesnego nazwiska gubernatora Wiktorii (sir Henry Barkly).